# Élections parlementaires roumaines de 2012
Les élections parlementaires roumaines de 2012 (Alegeri legislative în România, 2012, en roumain) se sont tenues le dimanche 9 décembre 2012, afin d'élire la septième législature du Parlement roumain.
Le scrutin a été largement remporté par l'Union sociale-libérale (USL).

## Contexte
|  |

Aux élections parlementaires du 30 novembre 2008, le Parti social-démocrate (PSD) et le Parti démocrate-libéral (PDL), tous deux dans l'opposition au Parti national libéral (PNL), étaient arrivés à égalité. Ils avaient alors formé une grande coalition, forte de 229 députés sur 334 et 100 sénateurs sur 137, sous la direction d'Emil Boc, président du PDL.
À la suite du départ du PSD, le 2 octobre 2009, du fait de la révocation du Vice-Premier ministre et ministre de l'Intérieur, le Parlement vote, le 13 octobre, une motion de censure, proposée par les sociaux-démocrates, le PNL et l'Union démocrate magyare de Roumanie (UDMR). Alors en pleine campagne pour sa réélection, le président Traian Băsescu refuse de nommer Premier ministre le candidat des partis d'opposition. Finalement réélu, de justesse, face à Mircea Geoană, candidat du PSD, il confirme Boc dans ses fonctions et ce dernier parvient à former un nouveau gouvernement, avec l'appui de l'UDMR et l'Union nationale pour le progrès de la Roumanie (UNPR), issue d'une scission du PSD.
Boc remet sa démission le 6 février 2012, après plusieurs manifestations contre la corruption et la rigueur. Le chef de l'État choisit le directeur des renseignements, ancien ministre des Affaires étrangères et ex-membre du PNL, désormais indépendant, Mihai Răzvan Ungureanu, comme Premier ministre. Investi trois jours plus tard, il est renversé par une motion de censure de l'Union sociale-libérale (USL), coalition du PSD et du PNL, le 27 avril.
Le 7 mai, le président du Parti social-démocrate, Victor Ponta, devient chef du gouvernement et forme son cabinet. Par un vote du Parlement le 6 juillet, le président Băsescu est suspendu et un référendum destitutif est convoqué vingt-trois jours plus tard. Bien que 87,5 % des votants se prononcent pour la destitution, le scrutin ne peut être validé car la participation n'atteint pas 50 % des inscrits.

## Campagne

### Principales forces
| Parti/coalition | Parti/coalition                                                            | Positionnement et idéologie                     | Chef de file                           |
| --------------- | -------------------------------------------------------------------------- | ----------------------------------------------- | -------------------------------------- |
|                 | Union sociale-libérale Uniunea Social-Liberală                             | Centre gauche Social-libéralisme                | Victor Ponta et Crin Antonescu         |
|                 | Alliance de la Roumanie droite Alianța România Dreaptă                     | Centre droit Démocratie chrétienne, libéralisme | Vasile Blaga et Mihai Răzvan Ungureanu |
|                 | Parti populaire - Dan Diaconescu Partidul Poporului – Dan Diaconescu       | Nationalisme, populisme                         | Dan Diaconescu                         |
|                 | Union démocrate magyare de Roumanie Uniunea Democrată Maghiară din România | Libéralisme, conservatisme, droit des minorités | Hunor Kelemen                          |

## Résultats

### À la Chambre des députés
|                                      |                                                       |                                               |            |       |               |        |               |  |  |  |  |  |  |  |
| Parti                                | Parti                                                 | Parti                                         | Voix       | %     | +/-           | Sièges | +/-           |  |  |  |  |  |  |  |
|                                      |                                                       | Parti social-démocrate (PSD)                  | 4 344 288  | 58,63 | 6,97          | 149    | 39            |  |  |  |  |  |  |  |
|                                      | Parti national-libéral (PNL)                          | 101                                           | 4 344 288  | 58,63 | 6,97          | 36     |               |  |  |  |  |  |  |  |
|                                      | Parti conservateur (PC)                               | 13                                            | 4 344 288  | 58,63 | 6,97          | 9      |               |  |  |  |  |  |  |  |
|                                      | Union nationale pour le progrès de la Roumanie (UNPR) | 10                                            | 4 344 288  | 58,63 | 6,97          | Nv.    |               |  |  |  |  |  |  |  |
| Union sociale-libérale (USL)         | Union sociale-libérale (USL)                          | 273                                           | 4 344 288  | 58,63 | 6,97          | 94     |               |  |  |  |  |  |  |  |
|                                      |                                                       | Parti démocrate-libéral (PDL)                 | 1 223 189  | 16,51 | 15,85         | 52     | 63            |  |  |  |  |  |  |  |
|                                      | Force citoyenne (FC)                                  | 3                                             | 1 223 189  | 16,51 | 15,85         | Nv.    |               |  |  |  |  |  |  |  |
|                                      | Parti national paysan chrétien-démocrate (PNTCD)      | 1                                             | 1 223 189  | 16,51 | 15,85         | 1      |               |  |  |  |  |  |  |  |
| Alliance de la Roumanie droite (ARD) | Alliance de la Roumanie droite (ARD)                  | 56                                            | 1 223 189  | 16,51 | 15,85         | 59     |               |  |  |  |  |  |  |  |
|                                      | Parti populaire - Dan Diaconescu (PP-DD)              | Parti populaire - Dan Diaconescu (PP-DD)      | 1 036 730  | 13,99 | Nv.           | 47     | 47            |  |  |  |  |  |  |  |
|                                      | Union démocrate magyare de Roumanie (UDMR)            | Union démocrate magyare de Roumanie (UDMR)    | 380 656    | 5,14  | 1,03          | 18     | 4             |  |  |  |  |  |  |  |
|                                      | Parti de la Grande Roumanie (PRM)                     | Parti de la Grande Roumanie (PRM)             | 92 382     | 1,25  | 1,90          | 0      | en stagnation |  |  |  |  |  |  |  |
|                                      | Parti vert écologiste (PVE)                           | Parti vert écologiste (PVE)                   | 58 178     | 0,79  | 0,52          | 0      | en stagnation |  |  |  |  |  |  |  |
|                                      | Parti populaire                                       | Parti populaire                               | 9 319      | 0,13  | Nv.           | 0      | en stagnation |  |  |  |  |  |  |  |
|                                      | Parti socialiste roumain (PSR)                        | Parti socialiste roumain (PSR)                | 2 331      | 0,03  | 0,02          | 0      | en stagnation |  |  |  |  |  |  |  |
|                                      | Parti populaire et de la protection populaire         | Parti populaire et de la protection populaire | 929        | 0,01  | 0,11          | 0      | en stagnation |  |  |  |  |  |  |  |
|                                      | Parti social démocrate des travailleurs               | Parti social démocrate des travailleurs       | 231        | 0,00  | Nv.           | 0      | en stagnation |  |  |  |  |  |  |  |
|                                      | Parti chrétien démocrate national                     | Parti chrétien démocrate national             | 38         | 0,00  | en stagnation | 0      | en stagnation |  |  |  |  |  |  |  |
|                                      | Partis des minorités ethniques de Roumanie            | Partis des minorités ethniques de Roumanie    | 248 966    | 3,36  | 0,20          | 18     | en stagnation |  |  |  |  |  |  |  |
|                                      | Indépendants                                          | Indépendants                                  | 12 389     | 0,17  | 0,24          | 0      | en stagnation |  |  |  |  |  |  |  |
|                                      |                                                       |                                               |            |       |               |        |               |  |  |  |  |  |  |  |
| Suffrages exprimés                   | Suffrages exprimés                                    | Suffrages exprimés                            | 7 409 626  | 96,31 |               |        |               |  |  |  |  |  |  |  |
| Votes blancs et nuls                 | Votes blancs et nuls                                  | Votes blancs et nuls                          | 283 653    | 3,69  |               |        |               |  |  |  |  |  |  |  |
| Total                                | Total                                                 | Total                                         | 7 693 279  | 100   | –             | 412    | 78            |  |  |  |  |  |  |  |
| Abstention                           | Abstention                                            | Abstention                                    | 10 729 787 | 58,24 |               |        |               |  |  |  |  |  |  |  |
| Inscrits/Participation               | Inscrits/Participation                                | Inscrits/Participation                        | 18 423 066 | 41,76 |               |        |               |  |  |  |  |  |  |  |

### Au Sénat
|                                      |                                                       |                                                 |            |       |       |        |               |  |  |  |  |  |  |  |
| Parti                                | Parti                                                 | Parti                                           | Voix       | %     | +/-   | Sièges | +/-           |  |  |  |  |  |  |  |
|                                      |                                                       | Parti social-démocrate (PSD)                    | 4 457 526  | 60,10 | 7,20  | 59     | 11            |  |  |  |  |  |  |  |
|                                      | Parti national-libéral (PNL)                          | 50                                              | 4 457 526  | 60,10 | 7,20  | 22     |               |  |  |  |  |  |  |  |
|                                      | Parti conservateur (PC)                               | 8                                               | 4 457 526  | 60,10 | 7,20  | 7      |               |  |  |  |  |  |  |  |
|                                      | Union nationale pour le progrès de la Roumanie (UNPR) | 5                                               | 4 457 526  | 60,10 | 7,20  | Nv.    |               |  |  |  |  |  |  |  |
| Union sociale-libérale (USL)         | Union sociale-libérale (USL)                          | 122                                             | 4 457 526  | 60,10 | 7,20  | 45     |               |  |  |  |  |  |  |  |
|                                      |                                                       | Parti démocrate-libéral (PDL)                   | 1 239 318  | 16,71 | 16,86 | 22     | 29            |  |  |  |  |  |  |  |
|                                      | Force citoyenne (FC)                                  | 1                                               | 1 239 318  | 16,71 | 16,86 | Nv.    |               |  |  |  |  |  |  |  |
|                                      | Parti national paysan chrétien-démocrate (PNTCD)      | 1                                               | 1 239 318  | 16,71 | 16,86 | 1      |               |  |  |  |  |  |  |  |
| Alliance de la Roumanie droite (ARD) | Alliance de la Roumanie droite (ARD)                  | 24                                              | 1 239 318  | 16,71 | 16,86 | 27     |               |  |  |  |  |  |  |  |
|                                      | Parti populaire - Dan Diaconescu (PP-DD)              | Parti populaire - Dan Diaconescu (PP-DD)        | 1 086 822  | 14,65 | Nv.   | 21     | 21            |  |  |  |  |  |  |  |
|                                      | Union démocrate magyare de Roumanie (UDMR)            | Union démocrate magyare de Roumanie (UDMR)      | 388 528    | 5,24  | 1,15  | 9      | en stagnation |  |  |  |  |  |  |  |
|                                      | Parti de la Grande Roumanie (PRM)                     | Parti de la Grande Roumanie (PRM)               | 109 142    | 1,47  | 2,10  | 0      | en stagnation |  |  |  |  |  |  |  |
|                                      | Parti populaire hongrois de Transylvanie (PPMT)       | Parti populaire hongrois de Transylvanie (PPMT) | 58 765     | 0,79  | Nv.   | 0      | en stagnation |  |  |  |  |  |  |  |
|                                      | Parti vert écologiste (PVE)                           | Parti vert écologiste (PVE)                     | 58 335     | 0,79  | 0,09  | 0      | en stagnation |  |  |  |  |  |  |  |
|                                      | Parti populaire                                       | Parti populaire                                 | 11 681     | 0,16  | Nv.   | 0      | en stagnation |  |  |  |  |  |  |  |
|                                      | Parti socialiste roumain (PSR)                        | Parti socialiste roumain (PSR)                  | 2 171      | 0,03  | 0,01  | 0      | en stagnation |  |  |  |  |  |  |  |
|                                      | Parti populaire et de la protection populaire         | Parti populaire et de la protection populaire   | 2 100      | 0,03  | 0,13  | 0      | en stagnation |  |  |  |  |  |  |  |
|                                      | Parti social démocrate des travailleurs               | Parti social démocrate des travailleurs         | 1 380      | 0,02  | Nv.   | 0      | en stagnation |  |  |  |  |  |  |  |
|                                      | Parti chrétien démocrate national                     | Parti chrétien démocrate national               | 132        | 0,00  | 0,02  | 0      | en stagnation |  |  |  |  |  |  |  |
|                                      | Indépendants                                          | Indépendants                                    | 728        | 0,01  | 0,14  | 0      | en stagnation |  |  |  |  |  |  |  |
|                                      |                                                       |                                                 |            |       |       |        |               |  |  |  |  |  |  |  |
| Suffrages exprimés                   | Suffrages exprimés                                    | Suffrages exprimés                              | 7 416 628  | 96,40 |       |        |               |  |  |  |  |  |  |  |
| Votes blancs et nuls                 | Votes blancs et nuls                                  | Votes blancs et nuls                            | 276 948    | 3,60  |       |        |               |  |  |  |  |  |  |  |
| Total                                | Total                                                 | Total                                           | 7 693 576  | 100   | –     | 176    | 39            |  |  |  |  |  |  |  |
| Abstention                           | Abstention                                            | Abstention                                      | 10 729 490 | 58,24 |       |        |               |  |  |  |  |  |  |  |
| Inscrits/Participation               | Inscrits/Participation                                | Inscrits/Participation                          | 18 423 066 | 41,76 |       |        |               |  |  |  |  |  |  |  |

### Analyse
Pour la première fois depuis les élections générales de 1990, une force politique obtient la majorité absolue dans les deux chambres du Parlement. Profitant du désaveu du centre droit, plombé par quatre ans de rigueur, l'USL, au pouvoir depuis six mois, remporte les deux tiers des sièges au Sénat et s'en approche à la Chambre des députés. Bien que l'ARD soit parvenue à faire revenir l'ancien Premier ministre Mihai Răzvan Ungureanu en politique, ce dernier n'a pas pu empêcher la terrible déroute de son camp, également concurrencé par les populistes du PP-DD.

### Conséquences
Le 17 décembre, le Premier ministre social-démocrate Victor Ponta est chargé, par le président Traian Băsescu, de former le futur gouvernement.